# Забеллевич, Адам Игнацы
Адам Игнацы (Игнатий) Забеллевич (1784—1831) — польский философ

 и педагог, профессор Варшавского университета, член Варшавского общества друзей обучения; доктор философии.

## Биография
Адам Забеллевич родился в 1784 году в Пружанском повете. Среднее образование получил в Польше, высшее в Университете Галле и по возвращении из-за границы был назначен был профессором в Варшавский лицей. 
В 1818 году А. И. Забеллевич приглашен был занять кафедру философии в Варшавском университете и в целях завершения своего образования вторично отправился за границу. 
В 1823 году он прекратил чтение лекций в столичном университете, по случаю назначения его генеральным инспектором при куратории, ведавшей народное просвещение в Царстве Польском, и оставался в этой должности пока не разгорелось Польское восстание 1830 года.
Адам Игнатий Забеллевич умер в 1831 году в городе Варшаве.